# Halsowanie

Schematycznie przedstawione halsowanie jachtem poprzez zwrot przez sztag

Halsowanie, od niem. halsen – robić zwrot przez rufę (sic!) – metoda poruszania się jednostką pływającą o napędzie żaglowym w ogólnie pojętym kierunku, z którego wieje wiatr. Ponieważ nie ma możliwości, aby żeglować wprost na wiatr, stosuje się manewr zwany halsowaniem. Polega on na płynięciu zakosami – raz lewym, a raz prawym halsem, wykonując wielokrotne zwroty.

## Halsowanie na wiatr
Cechą charakterystyczną każdego jachtu jest kąt martwy, który zależy od wielu cech konstrukcyjnych. Jest to cecha unikatowa każdej jednostki. Aby osiągnąć zamierzony cel leżący w linii wiatru sternik zmuszony jest prowadzić łódź na granicy kąta martwego i wykonywać, co pewien czas, zwrot przez sztag. Tzw. prędkość czysta na wiatr jachtu jest wektorem skierowanym w kierunku, z którego wieje wiatr, a jego wartość to szybkość z jaką jednostka zbliża się do celu leżącego w linii wiatru. Wyraża się ona wzorem:
{\displaystyle V_{mg}=V_{s}\cdot \cos {\gamma },}
gdzie {\displaystyle V_{s}} to prędkość jachtu, a kąt {\displaystyle \gamma } jest kursem w stosunku do wiatru rzeczywistego. Warto zauważyć, że im mniejszy kąt martwy jednostki, tym mniejszy możliwy do osiągnięcia kurs względem wiatru rzeczywistego, a więc prędkość czysta na wiatr większa.
Ciekawym jest, że w przypadku jednostek o dużym kącie martwym, często, aby w jak najkrótszym czasie osiągnąć cel, warto zrezygnować z żeglowania jak najostrzej i odpaść w celu zwiększenia prędkości {\displaystyle V_{s}} jachtu.

## Halsowanie z wiatrem
Znacznie rzadziej stosuje się manewr halsowania z wiatrem. Dotyczy on zwłaszcza żeglowania morskiego przy trudnych warunkach. Szczególnym przypadkiem jest sytuacja, gdy stan morza jest na tyle wysoki, że znaczna wysokość fal uniemożliwia utrzymanie kursu z wiatrem. Znacznie łatwiej wtedy jest halsować baksztagami, wykonując co jakiś czas, zwrot przez rufę. Pozwala to na znacznie łatwiejszą oraz bezpieczniejszą żeglugę. Gdy występują duże fale może dojść do sytuacji, kiedy na szczycie fali płetwa sterowa wystawać będzie częściowo lub całkowicie nad wodę uniemożliwiając skuteczne sterowanie. Bezpieczniej jest wtedy prowadzić jacht baksztagiem.
Halsowanie z wiatrem stosowane jest również w żeglarstwie lodowym. Prowadzenie bojera fordewindem jest niebezpieczne, gdyż nagły podmuch wiatru może spowodować oderwanie się jednostki od lodu i wywrotkę przez dziób, aby temu zapobiegać stosuje się halsowanie baksztagami.